# Eucometis
Eucometis is een monotypisch geslacht van zangvogels uit de familie Thraupidae (Tangaren):
- Eucometis penicillata  – Amazonetangare